# 王玉君
王玉君（1962年10月—），山东龙口人，汉族，1983年6月加入中国共产党，1985年7月参加工作，大学学历，教育学学士，在职研究生学历，管理学硕士学位。

## 人物履历
毕业于曲阜师范学院政治系政治专业。1988年进入中共山东省委宣传部工作，历任新闻出版处副主任干事、主任干事、副处长；1997年3月，转任山东省新闻出版局办公室主任，同年9月跻身局党组成员；2001年1月，改任东营市人民政府副市长、党组成员；2003年3与，出任中共东营市委常委、组织部部长；2006年12月，出任东营市人民政府党组副书记，次月任市人民政府常务副市长。2009年8月，转任山东高速集团有限公司董事、总经理；2013年3月，改任山东省地质矿产勘查开发局局长、党委书记。
2016年9月，任山东省交通运输厅党组书记，同年11月任厅长兼党组书记。2017年8月，任中共临沂市委书记，市委党校校长。
2020年2月，接替因任城监狱防疫不力被免职的解维俊出任山东省司法厅党委书记、厅长，省监狱管理局第一政委。直到2022年8月30日卸任。
2022年8月11日，王玉君受山东省人民政府之聘请，成为山东省人民政府参事。